# Allan Murdmaa
Allan Murdmaa (* 4. August 1934 in Tallinn; † 15. November 2009) war ein estnischer Architekt.

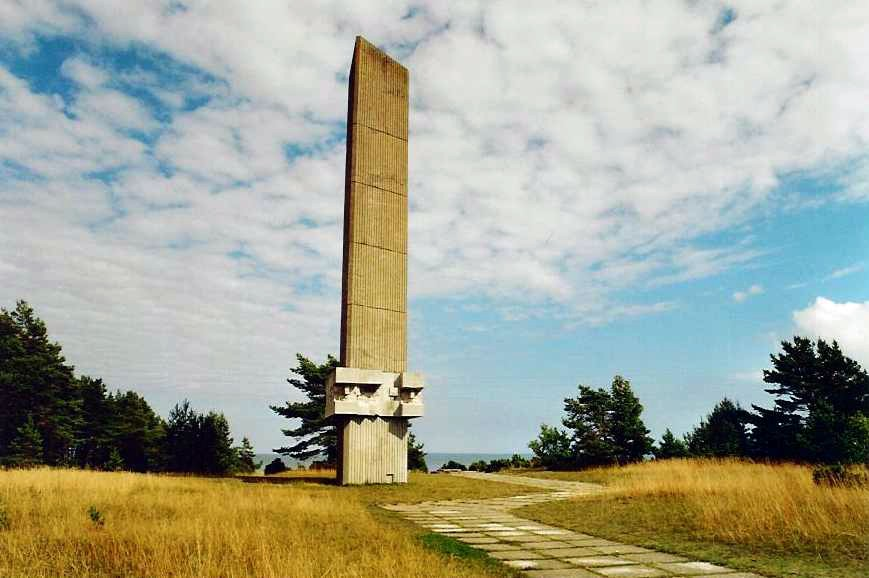
Denkmal bei Tehumardi zur Erinnerungen an die Schlachten 1944 auf der Halbinsel Sõrve in Form eines abgebrochenen Schwerts

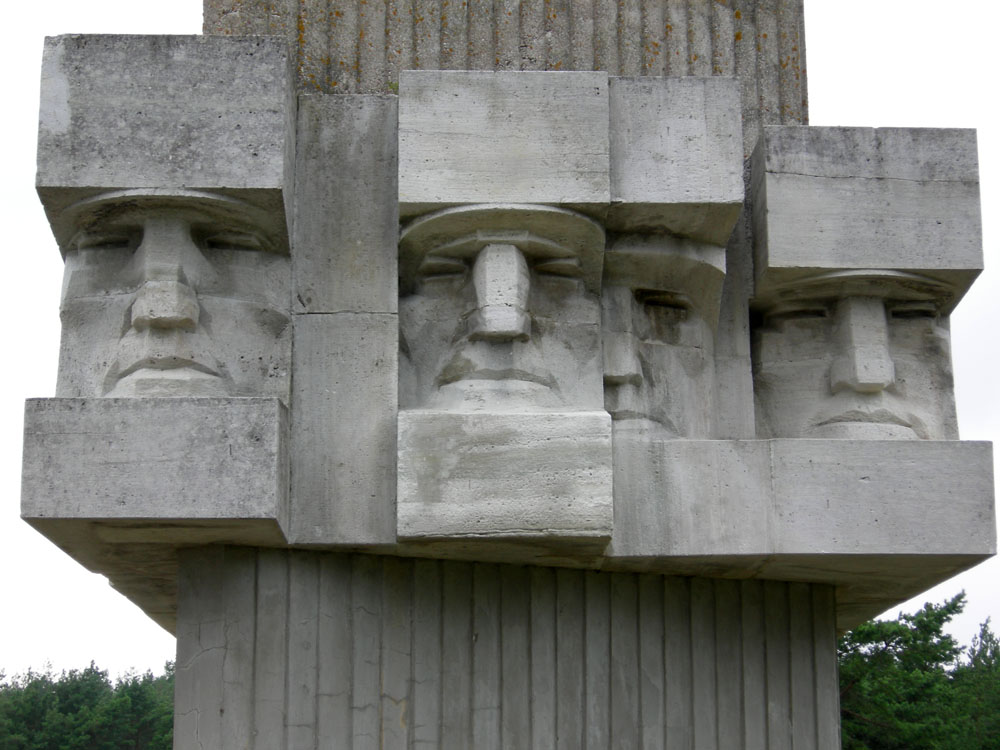
Denkmal bei Tehumardi (Detail)

## Leben
Allan Murdmaa schloss 1958 in Moskau sein Architekturstudium ab. Von 1960 bis 1962 war er Leitender Künstler (estnisch peakunstnik) der estnischen Hauptstadt Tallinn.
Von 1967 bis 1976 war Murdmaa mit Unterbrechungen als Dozent am Staatlichen Kunstinstitut der Estnischen SSR (ENSV Riiklik Kunstiinstituut) tätig. Von 1976 bis 1986 arbeitete er als Architekt bei der staatlichen estnischen Planungsfirma Eesti Maaehitusprojekt („Estnisches Landbauprojekt“).
Allan Murdmaa hat während der sowjetischen Zeit zahlreiche Denkmäler zur Erinnerung an bedeutende Persönlichkeiten oder Ereignisse geschaffen. Für seine architektonischen Leistungen wurde ihm 1976 der Kristjan-Raud-Preis und 1980 der Staatspreis der Estnischen SSR verliehen.

## Architektonisches Werk (Auswahl)
- Denkmal für Amandus Adamson im Park von Kadriorg (1962, gemeinsam mit Albert Eskel)
- Kino in Valga (1964)
- Denkmal für Eduard Vilde in Tallinn (1965, gemeinsam mit Albert Eskel)
- Schulgebäude in Märjamaa (1965)
- Obelisk für das Schlachtendenkmal von Tehumardi (1967, gemeinsam mit Riho Kuld und Matti Varik)
- Denkmal anlässlich des 100. Jubiläums des estnischen Sängerfests in Tallinn (1969)
- Denkmal für Juhan Smuul an seinem Haus in Koguva (1972, gemeinsam mit Matti Varik)
- Monumentale Gedenkstätte für die Rote Armee in Tallinn-Maarjamäe (1975, Leiter des Architektenteams)
- Denkmal für den kommunistischen Staatsstreich vom 1. Dezember 1924 in Tallinn (1975, gemeinsam mit Matti Varik; inzwischen entfernt)
- Lenin-Denkmal in Kotka/Finnland (1979, gemeinsam mit Matti Varik)
- Denkmal für Kristjan Jaak Peterson in Tartu (1983, gemeinsam mit Jaak Soans)
- Denkmal für Heino Eller in Tallinn (1987, gemeinsam mit Aime Kuulbusch)
- Wiedererrichtung des Denkmals zur Erinnerung an den Estnischen Freiheitskrieg in Kullamaa (1989)
- Wiedererrichtung des Denkmals zur Erinnerung an den Estnischen Freiheitskrieg in Ambla (1990)
- Denkmal für politisch Verfolgte in Rakvere (1991)